# Territorio dell'Arizona
Il Territorio dell'Arizona fu un territorio non incorporato degli Stati Uniti d'America esistito tra il 1863 ed il 1912, data in cui lo Stato dell'Arizona fu ammesso agli Stati Uniti. Il territorio fu creato dopo numerosi dibattiti circa la divisione del Territorio del Nuovo Messico. Durante la guerra di secessione americana gli Stati Uniti e gli Stati Confederati avevano diversi motivi per dividere il Territorio del Nuovo Messico. Ognuno reclamava un territorio chiamato Arizona, parte del precedente territorio del Nuovo Messico. Le due Arizona giocarono un ruolo importante nella campagna occidentale della guerra civile.

## Storia
Dopo l'espansione del Territorio del Nuovo Messico nel 1853 grazie all'acquisto Gadsden, all'inizio del 1856 fu avanzata l'idea di una divisione del territorio e dell'organizzazione di un territorio dell'Arizona separato nella metà meridionale del territorio del Nuovo Messico. La prima proposta di divisione non si basava sull'attuale linea di demarcazione nord-sud, ma piuttosto lungo la dorsale est-ovest.
Le proposte nascevano dal timore che il governo territoriale di Santa Fe non fosse in grado di amministrare la parte meridionale di territorio appena acquisito.
La prima proposta risale a una conferenza tenutasi a Tucson il 29 agosto 1856. Fu redatta una petizione diretta al Congresso degli Stati Uniti d'America, firmata da 256 persone, con la quale si chiedeva l'organizzazione del territorio e veniva nominato Nathan Cooke come delegato territoriale al Congresso. Nel gennaio 1857 la richiesta di riorganizzazione fu presentata alla Camera dei rappresentanti, ma fu respinta perché la popolazione del territorio proposto era troppo limitata. In seguito una simile proposta fu bocciata al Senato. La proposta di creazione del territorio fu controversa anche a causa del fatto che il territorio del Nuovo Messico era considerato sotto l'influenza dei simpatizzanti sudisti desiderosi di espandere lo schiavismo a sudovest.
Nel febbraio 1858 il governo territoriale del Nuovo Messico adottò una risoluzione a favore della creazione del territorio dell'Arizona, ma con un confine nord-sud che correva sul meridiano 109, con l'accordo supplementare che tutti gli indiani del Nuovo Messico sarebbero stati spostati in Arizona settentrionale.
Nell'aprile del 1860, impazienti di ottenere l'autorizzazione del Congresso, un gruppo di 31 delegati s'incontrò a Tucson per redigere la costituzione del governo territoriale provvisorio dell'area posta a sud del parallelo 34. I delegati elessero Lewis Owings come governatore provvisorio.
Allo scoppio della guerra civile il territorio era più propenso a schierarsi con i Confederati. Incontri di secessione territoriale furono organizzati a Mesilla e Tucson nel marzo 1861, e adottarono un'ordinanza di secessione istituendo il Territorio Confederato Provvisorio dell'Arizona con Owings come suo governatore, e chiese al Congresso Confederato l'annessione.
I Confederati consideravano il territorio un'importante rotta per raggiungere l'Oceano Pacifico, con l'intenzione di conquistare la California. Nel luglio 1861 un piccolo gruppo di Confederati texani, comandati dal tenente colonnello John Baylor, attaccò Fort Fillmore a Mesilla nella parte orientale del territorio. Dopo che il forte fu abbandonato dalla guarnigione dell'Unione, gli uomini di Baylor bloccarono le truppe in fuga costringendole ad arrendersi. Il 1º agosto Baylor emanò un "Proclama alle Persone del Territorio dell'Arizona", prendendo possesso del territorio per conto della Confederazione, con Mesilla come capitale e sé stesso come governatore. Il successivo smantellamento fatto da Baylor delle fortezze dell'Unione lasciò i coloni bianchi alla mercé degli Apache, che subito presero il controllo dell'area obbligando molti coloni bianchi a cercare rifugio a Tucson.
Il 28 agosto una convenzione a Tucson dichiarò che il territorio creato l'anno precedente faceva parte della Confederazione. Granville Henderson Oury fu nominato delegato al Congresso Confederato. Oury scrisse una legge che istituiva il Territorio Confederato dell'Arizona. La legge fu approvata il 13 gennaio 1862 e il territorio fu ufficialmente creato grazie al proclama del presidente Jefferson Davis il 14 febbraio.
Il mese dopo, marzo 1862, la Camera dei rappresentanti, ormai priva di delegati sudisti e controllata dai Repubblicani, approvò la proposta di creare il Territorio dell'Arizona degli Stati Uniti utilizzando il confine nord-sud del meridiano 107. L'uso di un confine nord-sud piuttosto che est-ovest negò de facto la ratifica del Territorio Confederato dell'Arizona. La legge affermava che la capitale era Tucson, fu approvata dal Senato nel febbraio 1863 senza la designazione di Tucson a capitale e fu firmata da Abramo Lincoln il 24 febbraio, data ufficiale della costituzione del territorio dell'Arizona degli Stati Uniti. La prima capitale fu Prescott, nella parte settentrionale controllata dall'Unione.
I confini del territorio originale, se fossero rimasti validi ancora oggi, farebbero in modo che Las Vegas sarebbe in Arizona. Nel 1866 però la parte nordoccidentale fu annessa allo Stato del Nevada e il territorio assunse la dimensione attuale. L'anno seguente la capitale fu spostata a Tucson, e nel 1889 a Phoenix.
Il territorio fu annesso all'Unione come 48º stato il 14 febbraio 1912.